# Пісня (вірш Лесі Українки)
«Пі́сня» — вірш Лесі Українки.
Вперше надруковано в журналі «Зоря», 1888, № 16, стор. 261. До київського видання збірки «На крилах пісень» 1904 р. поезія не ввійшла.
Автографи — ІЛІШ, ф. 2, № 746, стор. 5, та ІЛІШ, ф. 2, № 747, стор. 26. В обох автографах закреслена друга строфа.
Датується орієнтовно 1888 р. на підставі першодруку.